# Хольмберг, Эрик Бертиль
Эрик Бертиль Хольмберг  (швед. Erik Bertil Holmberg; 1908—2000) — шведский астроном.

## Биография
Родился в Шиллингарюде, окончил Лундский университет, в 1938—1959 работал в обсерватории Лундского университета, с 1959 — профессор астрономии и директор обсерватории Уппсальского университета. В 1959 избран членом Шведской королевской академии наук.
Основные труды в области внегалактической астрономии. В 1937 провёл обширное статистическое исследование двойных и кратных галактик, основанное на изучении 6000 гейдельбергских снимков; нашёл вероятности встречаемости одиночных, двойных и кратных галактик и показал, что полученные результаты свидетельствуют о преобладании процессов распада внегалактических сверхсистем над процессами гравитационного захвата. Разработал метод определения масс галактик — членов двойных систем, рассматривая пекулярные скорости таких галактик как орбитальные скорости относительно центра тяжести. Установил зависимость между массой, светимостью и показателем цвета для галактик и с помощью этой зависимости нашёл массы 28 близких систем. Определил наиболее вероятный состав местного скопления галактик (список включает 19 объектов). Провёл фотометрическое исследование членов Местного скопления и групп галактик около M81 и M101 и вывел новую функцию светимости галактик; пришёл к заключению об асимметрии функции светимости, показал (1950), что её статистические характеристики различны для разных структурных типов галактик — спиральных, эллиптических, неправильных. Детализировал классификацию Э. П. Хаббла для спиральных и неправильных галактик. Исследовал поглощение света темной материей в спиралях.